# アンナ・アンゲリナ
アンナ・アンゲリナ（Anna Angelina, 1176年ごろ - 1200年）は、東ローマ帝国皇帝アレクシオス3世アンゲロスと皇后エウフロシネ・ドゥーカイナ・カマテラの娘。

## 生涯
最初はイサキオス・コムネノス（皇帝マヌエル1世コムネノスの甥の子）と結婚し、1女テオドラ・アンゲリナをもうけた。結婚後まもなく1195年に、父アレクシオスは皇帝となり、夫イサキオスはワラキア＝ブルガリア反乱の鎮圧に派遣された。イサキオスは捕らえられ、ブルガリア人とワラキア派の間で身代金をぶらさげた捕虜となり、鎖につながれて死んだ。
2度目の夫はニカイア帝国皇帝テオドロス1世ラスカリスで、1200年初めに、アンナの妹エイレーネーとアレクシオス・パレオロゴスの結婚式と同時に行われた。
アンナとテオドロスには2男3女が生まれた。
- イレーネー・ラスカリナ - 最初の夫は将軍アンドロニコス・パレオロゴス。2度目の夫はニカエア皇帝ヨハネス3世ドゥーカス・ヴァタツェス
- マリア・ラスカリナ - ハンガリー王ベーラ4世妃
- エウドキア・ラスカリナ - オーストリア公フリードリヒ2世と結婚したが離婚、のちアンソー・ド・カイユー（英語版）と結婚
- ニコラス
- ヨハネス